# Hrazdan
Hrazdan (armeană Հրազդան,  în trecut Akhta), este un oraș din provincia Kotayk, Armenia.